# Meriania aracaensis
Meriania aracaensis är en tvåhjärtbladig växtart som beskrevs av John Julius Wurdack. Meriania aracaensis ingår i släktet Meriania och familjen Melastomataceae. Inga underarter finns listade i Catalogue of Life.